# Unidos do Bandeirante
O Grêmio Recreativo Escola de Samba Unidos do Bandeirante é uma agremiação carnavalesca do município de Nova Iguaçu, que atualmente desfila no Carnaval do Rio de Janeiro.

## História
Em 2007, terminou na 7º colocação. No carnaval de 2008 terminou na 10º colocação, sendo rebaixada para o segundo grupo, mas conseguiu uma liminar contra a ABESNI pra desfilar no 1º grupo no ano seguinte, no entanto, recebendo apenas a subvenção a que teria direito caso estivesse na segunda divisão. Primeira a desfilar, apresentou um enredo que contava a trajetória do samba desde seus ritmos ancestrais, da África, passando pelos navios negreiros, até os dias de então. O samba foi considerado um dos melhores do carnaval iguaçuano naquele ano. Com esse desfile, obteve a 9ª colocação.
Após obter o sétimo lugar em 2010, em 2011 foi 4ªcolocada com o enredo tua estrela me guia uma homenagem a Mocidade Independente de Padre Miguel. Já em 2012, a agremiação filiada à recém criada LEBESNI, mostrou a trajetória do café.

## Carnavais
| Ano  | Colocação    | Grupo        | Enredo                                                                                                   | Carnavalesco    | Intérprete    | Ref |
| ---- | ------------ | ------------ | --- | --------------- | ------------- | --- |
| 2010 | 7ºlugar      | Especial     | Dos Navios Negreiros Aos Aplausos Da Avenida, Sua Majestade O Samba                                      |                 |               |     |
| 2011 | 4º lugar     | ÚNICO        | Tua estrela me guia                                                                                      |                 | Jorge da Diná |     |
| 2012 | 9º lugar     | ÚNICO        | Da Etiópia ao Brasil, êta pretinho cheiroso                                                              |                 | Jessé         |     |
| 2013 | Hour concurs | Hour concurs | A arte que fez e faz a arte                                                                              |                 | Jessé         |     |
| 2014 | 8ºlugar      | ÚNICO        | E que se faça a Luz... E a luz foi feita                                                                 |                 |               |     |
| 2015 |              | Especial     | Da África ao Brasil negro, esse povo Varonil                                                             |                 |               |     |
| 2022 | 8° lugar     | Grupo B      | Da África ao Brasil, Negro Este Povo Varonil...                                                          | Gilmar Oliveira |               |     |
| 2023 | 4° lugar     | Grupo B      | Respeitável Público!!! Quanto Delírio e Fascinação. O Circo do Unidos do Bandeirante É a Grande Atração! |                 |               |     |
| 2024 | 2° lugar     | Grupo 2      | O Que é o Abaeté?                                                                                        | Gilmar Oliveira |               |     |
| 2025 | 8° lugar     | Grupo 1      | Batuque                                                                                                  | Gilmar Oliveira |               |     |